# Робертс, Дэвид (художник)
Дэ́вид Ро́бертс (англ. David Roberts; 24 октября 1796[…], Стокбридж — 25 ноября 1864[…], Лондон) — шотландский художник.

## Биография

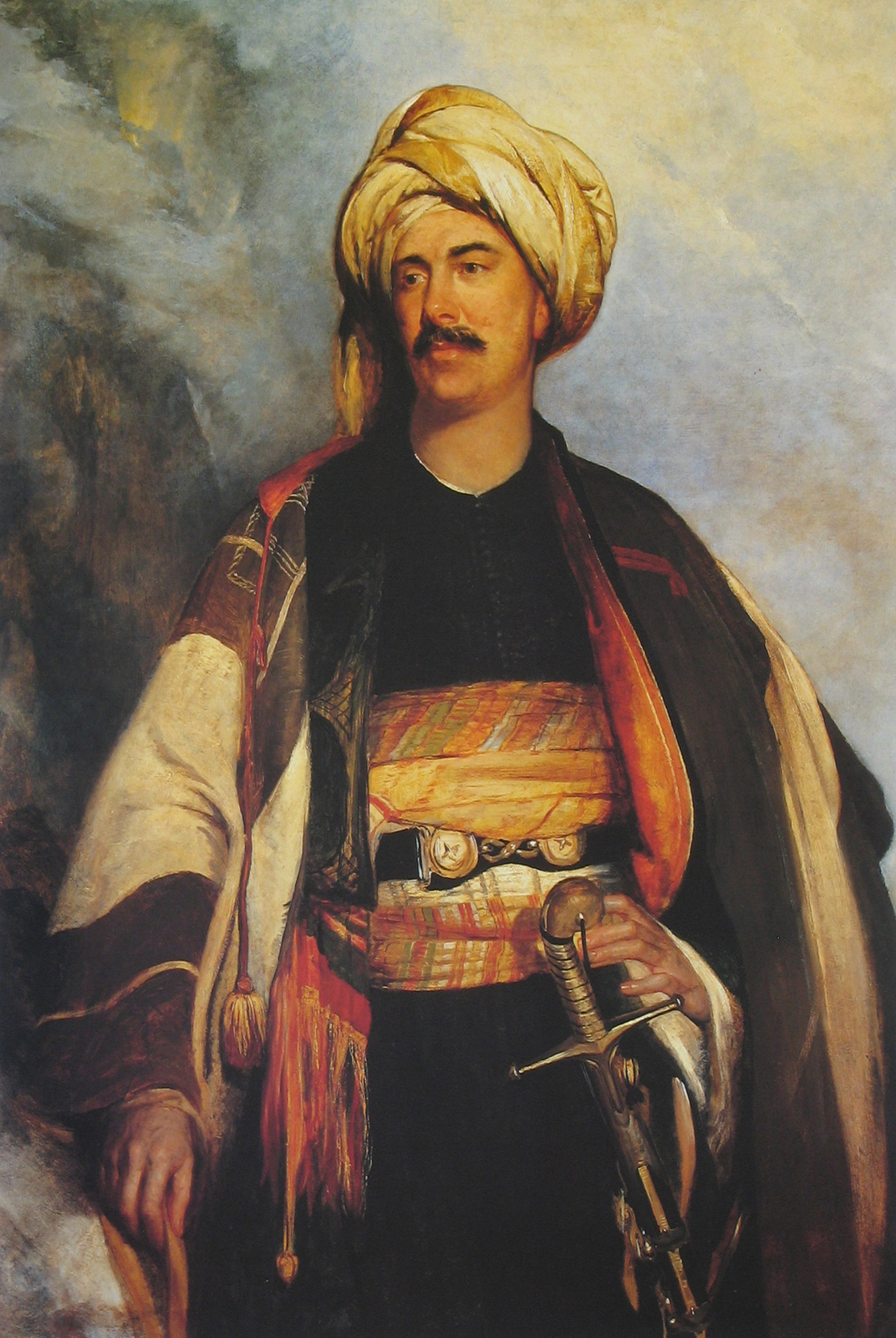
Дэвид Робертс, эсквайр, в арабской одежде, которую художник носил во время путешествия по Египту и Святой Земле. Художник Роберт Скотт Лаудер. 1840.

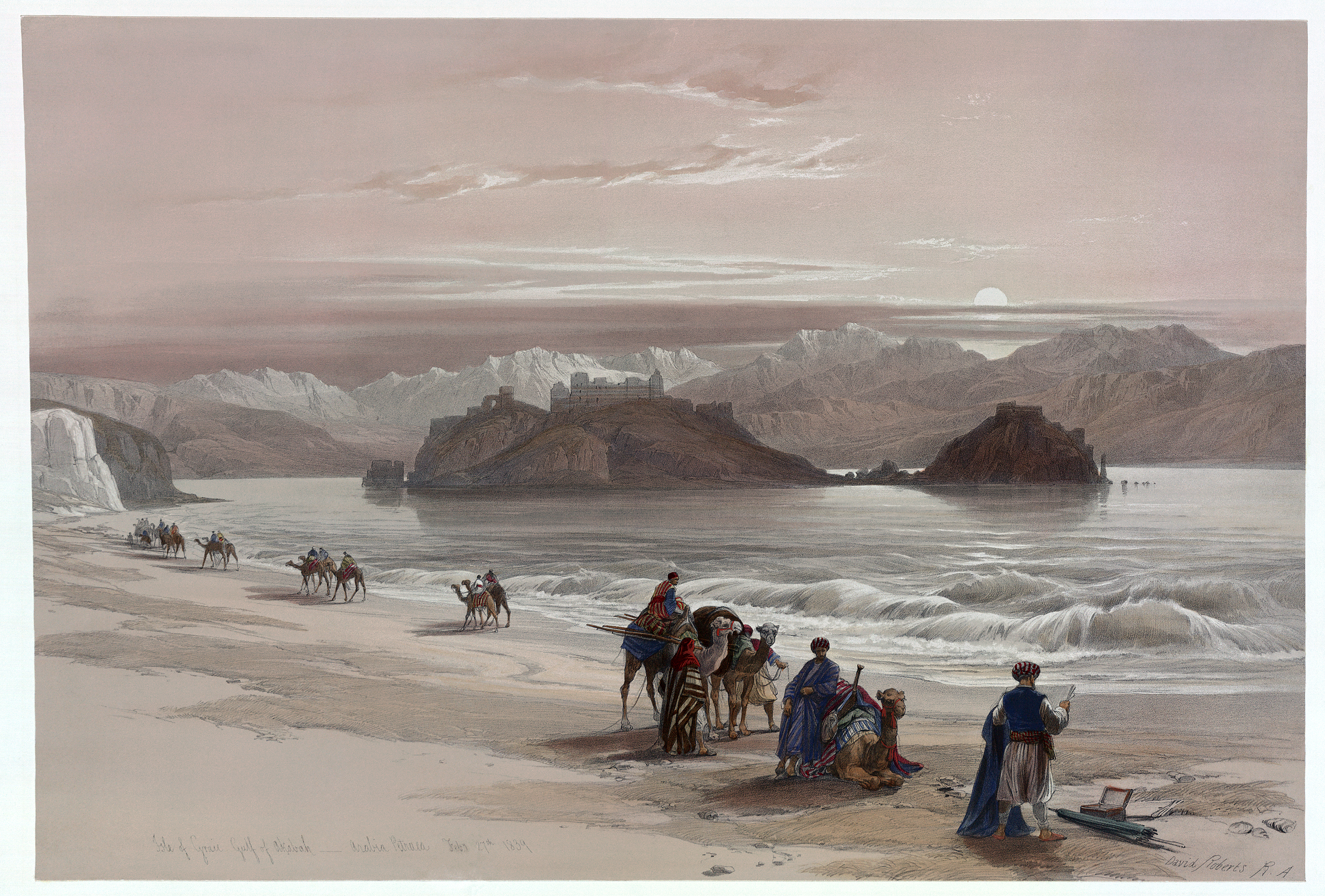
Остров Грайя в заливе Акаба у скал Аравии (1839), литография по рисунку Дэвида Робертса.

Родился в семье ремесленника в пригороде Эдинбурга. После окончания начальной школы был определён подмастерьем к маляру и декоратору Гэвину Бьюго (Gavin Beugo).
В 1815 года Робертс стал работать самостоятельно. В 1819 году — сценограф Королевского Театра в Глазго, в 1820 — в Эдинбургском театре, с 1822 года — в театре Друри-лейн (Лондон), а с 1826 году — в театре Ковент Гарден. Первая выставка картин состоялась в 1824 году.
Прославился как мастер изображения архитектурных памятников. В 1824 году путешествовал по Франции, Бельгии, Голландии и Германии, где сделал множество рисунков, которые в то время имели большой спрос, поскольку фотография ещё не была изобретена, и рисунки и гравюры были единственным способом показать читателю как выглядят далёкие страны. В 1832—1833 года провёл одиннадцать месяцев в Испании и в Марокко.
Дэвид Робертс был также основателем Общества британских художников, которое возглавил в 1831 году.
Наиболее плодотворной была поездка художника в Египет и в Палестину в 1838—1839 года.
Робертс отплыл в это путешествие 11 сентября 1838 года из Марселя и 24 сентября прибыл в Александрию. На корабле художник поднялся по Нилу далеко в Нубию, к храму Абу-Симбел. C 7 февраля по 13 мая 1839 года совершил путешествие через Синай и Петру в Иерусалим и другие места Святой земли. 21 июля 1839 художник вернулся в Англию, привезя с собой 272 рисунка, картину, изображающую панораму Каира, три тетради эскизов и дневник путешествия, переписанный его дочерью Кристиной.
В 1841 году Дэвид Робертс был избран членом Королевской Академии. Публикация в 1842—1849 года альбома гравюр с египетских и палестинских картин принесла Робертсу европейскую известность. Он стал самым знаменитым художником викторианской эпохи.
В 1843 году Робертс ещё раз побывал во Франции, Бельгии и Голландии, в 1851 году — в северной Италии, через два года — в Риме и Неаполе, а позже — снова в Бельгии и в Париже.